# A Republikanska futbolna grupa 1958
La A Republikanska futbolna grupa 1958 fu la 34ª edizione della massima serie del campionato di calcio bulgaro disputato tra il 8 marzo e il 6 luglio 1958 e concluso con la vittoria del CSKA Septemvriysko zname Sofia, al suo ottavo titolo e quinto consecutivo.
Capocannonieri del torneo furono Dobromir Tashkov e Georgi Arnaudov, rispettivamente del PFC Slavia Sofia e del PFC Spartak Varna, con 9 reti.

## Formula
Fu l'ultima edizione disputata secondo il calendario in vigore nei paesi del nord Europa, dalla primavera all'autunno. Per permettere il ritorno alla formula autunno-primavera, in modo da favorire i club impegnati in Europa, fu giocato solo il girone di andata tra le dodici partecipanti.
Data la particolare e rapida calendarizzazione di questo torneo, in questa occasione non ci furono né retrocessioni, né qualificazioni alle coppe europee.

## Classifica finale
|    | Classifica                         | G  | V | N | P | GF | GS | Dif | Pt |
| -- | ---------------------------------- | -- | - | - | - | -- | -- | --- | -- |
| 1  | CSKA Septemvriysko zname Sofia (C) | 11 | 7 | 4 | 0 | 19 | 9  | +10 | 18 |
| 2  | Levski-Spartak Sofia               | 11 | 6 | 2 | 3 | 18 | 9  | +9  | 14 |
| 3  | PFC Spartak Pleven                 | 11 | 5 | 4 | 2 | 12 | 9  | +3  | 14 |
| 4  | PFC Lokomotiv Sofia                | 11 | 4 | 4 | 3 | 17 | 17 | 0   | 12 |
| 5  | PFC Slavia Sofia                   | 11 | 5 | 1 | 5 | 23 | 17 | +6  | 11 |
| 6  | Spartak Plovdiv                    | 11 | 3 | 5 | 3 | 18 | 16 | +2  | 11 |
| 7  | Krakra Pernishki Pernik            | 11 | 5 | 1 | 5 | 20 | 19 | +1  | 11 |
| 8  | PFC Spartak Varna                  | 11 | 4 | 2 | 5 | 19 | 18 | +1  | 10 |
| 9  | Trakia Plovdiv (CB)                | 11 | 3 | 3 | 5 | 14 | 18 | -4  | 9  |
| 10 | PFC Beroe Stara Zagora (N)         | 11 | 3 | 2 | 6 | 13 | 19 | -6  | 8  |
| 11 | Dunav Ruse (N)                     | 11 | 2 | 4 | 5 | 11 | 19 | -8  | 8  |
| 12 | PFC Cherno More Varna              | 11 | 3 | 0 | 8 | 8  | 22 | -14 | 6  |

- (C) Campione nella stagione precedente
- (N) Squadra neopromossa
- (CB) vince la Coppa nazionale

### Verdetti
- CSKA Septemvriysko zname Sofia Campione di Bulgaria 1958.